# Hyaku Monogatari

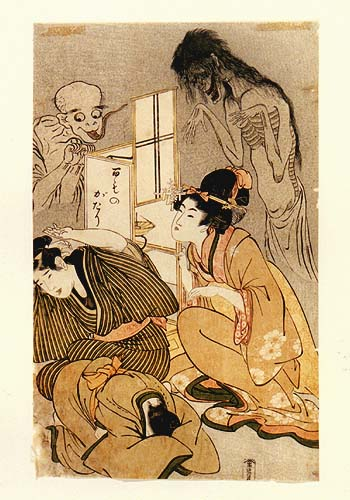
Pintura japonesa representativa do hyaku monogatari

Hyaku monogatari (百物語, cem histórias) ou hyaku monogatari kaidankai (百物語怪談会, cem histórias de fantasma) é uma "brincadeira" do folclore japonês do Período Edo, no qual 100 participantes contavam, cada um deles, uma história de terror supostamente real.

## Processo do jogo
O jogo era jogado no Período Edo à noite (geralmente à meia-noite) em ambientes fechados e consistia em 100 histórias assustadoras conhecidas como caidãs (kaidans). Antes do início do jogo, 100 velas
eram acesas (segundo outras fontes - 100 lanternas embrulhadas em papel azul) e todas as armas eram escondidas. Quando cada um dos cem contadores de histórias completava sua própria história de suas próprias experiências com o sobrenatural, apagava sua vela. À medida que a sala ficava mais escura, os participantes do jogo contavam histórias mais e mais assustadoras. Depois que o último caidã era recitado, a última vela era apagada e a sala mergulhava na escuridão completa. Os japoneses acreditavam que naquele momento a sala atraia pelo menos uma centena de espíritos, ou um monstro, que apareciam, causando um fenômeno sobrenatural.